# Parco nazionale Alti Tauri
Il parco nazionale Alti Tauri (in tedesco Nationalpark Hohe Tauern) è un parco nazionale austriaco che protegge molta parte del massiccio montuoso degli Alti Tauri.
Fondato nel 1981, copre un'area di 1.836 km² ed è uno dei parchi nazionali più grandi dell'Europa centrale, superato solo dai due parchi nazionali del Mare dei Wadden nella Germania settentrionale (in Schleswig-Holstein, 4.415 km², e in Bassa Sassonia, 3.458 km²), il maggiore ed il più antico dei parchi nazionali dell'Austria,  formando un comprensorio unico con il parco naturale Vedrette di Ries-Aurina in Italia. Nel cuore del parco nazionale si trovano le più alte cime dell'Austria, come i monti Großglockner (3.798 m s.l.m.) e Großvenediger (3.666 m s.l.m.).

## Fauna
Tra i mammiferi, sono da segnalare i camosci alpini e gli stambecchi, questi ultimi reintrodotti negli anni '60. L'orso bruno, una volta diffuso alle quote meno elevate e poi estinto, è segnalato sporadicamente nella regione almeno dal 2000.
Tra gli uccelli di grande taglia sono da segnalare il gipeto o avvoltoio degli agnelli, che è ricomparso nel 1986, l'aquila reale, con una quarantina di coppie, e il grifone.